# Brendella
Brendella is een monotypisch mosdiertjesgeslacht uit de familie van de Arachnopusiidae en de orde Cheilostomatida. De wetenschappelijke naam ervan is in 1989 voor het eerst geldig gepubliceerd door Dennis P. Gordon.

## Soort
- Brendella pulchra Gordon, 1989